# Festival Emmaüs Lescar-Pau
Le Festival Emmaüs Lescar-Pau est un festival de musique organisé chaque année en fin de mois de juillet depuis 2007 à Lescar près de Pau par un groupe local du mouvement Emmaüs.

## Présentation
Le festival est organisé depuis 2007 par le Village Emmaüs Lescar-Pau, il mêle concerts et conférences-débats sur les thèmes de la solidarité ou encore des modèles économiques alternatifs. Organisé sur deux jours fin juillet, le festival prend régulièrement de l'ampleur depuis sa création avec une programmation qui s'étoffe et un public grandissant. Il accueille des groupes et artistes renommés tels que Matthieu Chedid, Keziah Jones ou Chinese Man pour son édition 2014. Cette édition a accueilli un nombre record de festivaliers, avec près de 24 000 personnes.

## Le Village Emmaüs Lescar-Pau
Ce dernier a été créé en 1982 à Mirepeix afin d'accueillir les compagnons, donner vie à une petite communauté et ouvrir un bric-à-brac. Devenus insalubres, les locaux de Mirepeix sont abandonnés et la communauté déménage à Lescar dès 1987. La communauté s'étend progressivement, elle passe de 1,7 ha en 1987 à 7 ha en 2007. Elle possède également des terres agricoles à Denguin.
La communauté a également développé ses activités : une zone de bric-à-brac de 10 000 m², une recyclerie-déchèterie, une ferme alternative de 4,5 ha. Les compagnons remplacent progressivement les mobile-homes par des éco-habitats dans une logique participative. Afin d'accompagner cette forte dynamique et sa volonté d'ouverture, la communauté change de nom pour adopter celui de village en 2013. En 2018, le documentariste Dominique Gautier réalise le film "Parlons utopie" qui présente le projet de vie collectif de ce village Emmaüs de 150 personnes environ.